# Charles Bartésago
Charles Bartésago (Nice, 14 décembre 1878 - Avignon, 8 juillet 1973) est un photographe français. 

## Biographie
Installé tout d'abord dans le Alpes-Maritimes, il arriva à Avignon en 1909 où il racheta deux fonds de commerce. le premier d'optique, dans la rue des Marchands, le second de photographie d'art, rue de la République. Ses premiers clichés lui servirent à l'édition de cartes postales. Il se spécialisa dans le reportage sur des évènements d'exception en particulier les inondations d'Avignon en 1935.
Les courses de côte automobile du Mont Ventoux furent l'une de ses passions et il couvrit cet évènement jusqu'en 1969. Après sa mort, sa collection de 4 800 clichés fut achetée par la Fondation Calvet et déposée aux Archives Municipales d'Avignon. 